# Windie
株式会社windie（ウインディ）は、かつて存在したテレビ番組を制作される企画やイベントなどを行う制作プロダクションである。
『料理の鉄人』や『クイズ$ミリオネア』等の番組を担当した松尾利彦が「日本テレワーク株式会社」から独立して2007年8月に設立。テレビ番組の制作・企画を手がけていた。
しかし、番組の制作受注が減ったことで経営が悪化。2014年8月に松尾が死去したため事業継続が困難となり、同年12月18日に服部誠弁護士が東京地方裁判所による職権で仮代表取締役に就任。2015年1月8日付けで東京地方裁判所より破産手続の開始決定を受け、倒産した。